# RKB CINC
株式会社RKB CINC（アールケービーシンク）は、福岡県福岡市早良区に本社を置くRKB毎日放送の事業関連請負会社。RKB毎日ホールディングス（RKB HD）連結子会社。

## 概要
1970年5月、アール・ケー・ビー・ミューズ株式会社として設立された。その後RKBの子会社再編で1999年10月に、RKBセレナ株式会社（1969年にセレナ音楽出版株式会社として設立）と合併しRKBミューズ株式会社となった。
事業内容は多岐にわたり、イベント運営、人材派遣、音楽プロモーションなどを手掛ける。また、ラジオカー「スナッピー」の運用も行っており、キャスタードライバーは全員RKBミューズの契約社員となっている。
RKBは1960年代から『スマッシュ!!11』等、ラジオ音楽番組に力を入れ、テレビの全国放送『ヤング720』の制作にも積極的に関わった。『スマッシュ!!11』からは多くのミュージシャンを輩出したが、音楽プロモーション及び音楽イベントプロデュースも業務の一つとなっている。
人材派遣・請負事業は、主に現場系・営業系の派遣が中心で、基本的に放送局としてはRKBへの派遣となっているが、RKB以外のアナウンサー派遣にも積極的に取り組む。元RKB社員の再就職の受け皿としての役目も担う。またアナウンススクール事業も業務の一つとなっており、現役RKBアナウンサーが指導にあたる。
その他に福岡競艇場、芦屋競艇場、若松競艇場の福岡県内にある競艇場3場の場内実況アナウンスを委託されている。
2023年4月25日、RKB HDは7月1日付で子会社のRKBミューズとRKB映画社を合併し、RKBミューズを存続会社とすることを発表した。合併後の新社名はRKB CINC（アールケービーシンク）になった。

## 主な所属者

### 現役
- 久家佳子
- 堤千春
- 小野愛梨
- 竹井りさ

### 出身者
歴代の「スナッピー」キャスタードライバーは当該項を参照。
- 大村恵子（在籍期間2008年11月 - 2011年10月、宮崎放送へ派遣）
- 迫田江理（元鹿児島讀賣テレビアナウンサー。在籍期間2007年4月 - 2010年4月、宮崎放送へ派遣。2010年4月以降同局の嘱託社員）
- 中嶋順子（『今日感テレビ』などに出演。アナウンサーとして所属し、独立）
- 森美奈子（元RKB社員。退社後ブランクを経て登録しニュースリーダーを務め、2011年退社。現在はランドマークス社と業務提携）
- 安部敏恵（元NHK北九州放送局キャスターで、2013年から所属）
- 髙橋早紀（元長崎国際テレビアナウンサーで、2011年から所属。2013年3月末で出産・育児休暇入り）
- 西口久美子（NHK北九州放送局・福岡放送局で足掛け9年勤務の後、2008年から所属）

## 所属アナウンサーが担当する主な番組
- RKB NEWS
テレビは概ね早朝・週末深夜枠（『THE TIME,』『JNNニュース（日曜）』『S☆1』など）。ラジオは随時。
- タダイマ!